# Ministerium für Wirtschaft, Industrie, Klimaschutz und Energie des Landes Nordrhein-Westfalen
Das Ministerium für Wirtschaft, Industrie, Klimaschutz und Energie des Landes Nordrhein-Westfalen (Abkürzung: MWIKE NRW), ist eines von zwölf Ministerien der Landesregierung Nordrhein-Westfalens. Ministerin ist seit dem 29. Juni 2022 Mona Neubaur (Bündnis 90/Die Grünen).
Das Ministerium wurde in der jetzigen Form als eigenständiges Wirtschaftsministerium im Jahre 2012 im Zuge der Bildung des Kabinetts Kraft II neu errichtet. Bis 2012 waren seine Kompetenzbereiche Teil des aufgelösten Ministeriums für Wirtschaft, Energie, Bauen, Wohnen und Verkehr des Landes Nordrhein-Westfalen.

## Sitz

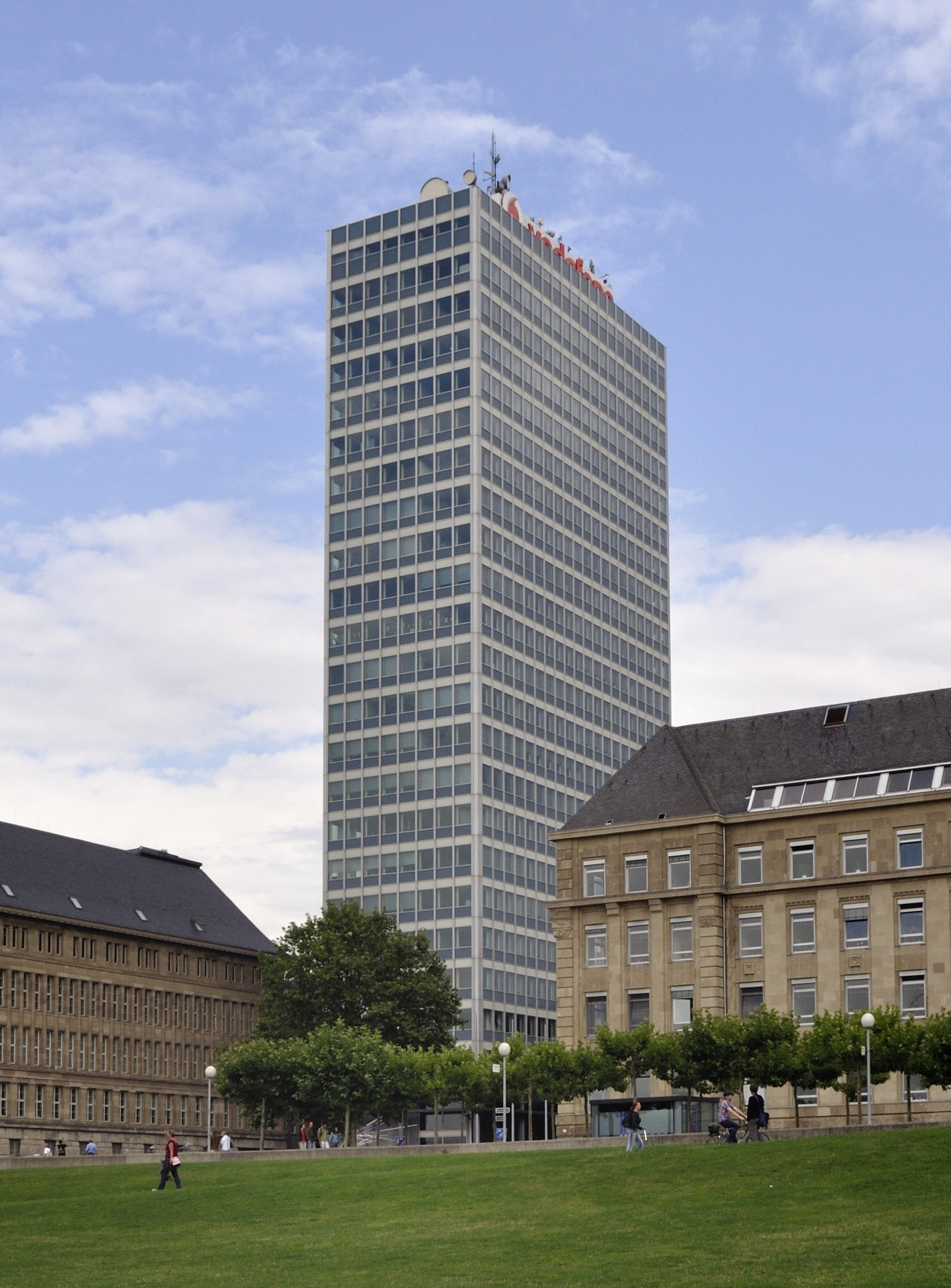
Sitz des Ministeriums: Das Mannesmann-Hochhaus am Düsseldorfer Rheinufer

Das Wirtschaftsministerium hat seinen Sitz im Düsseldorfer Regierungsviertel, unweit des Landtages am Mannesmannufer im gleichnamigen Mannesmann-Hochhaus (auch Vodafone-Hochhaus genannt) am Rhein. Das vormalige Konzern-Gebäude von Mannesmann und Vodafone in der Berger Allee 25 ist ein Bau aus der Nachkriegszeit (1956–1958) und seit 2008 im Eigentum des Landes Nordrhein-Westfalen. Seit 2012 beherbergt es die Ministerialverwaltung.

## Leitung

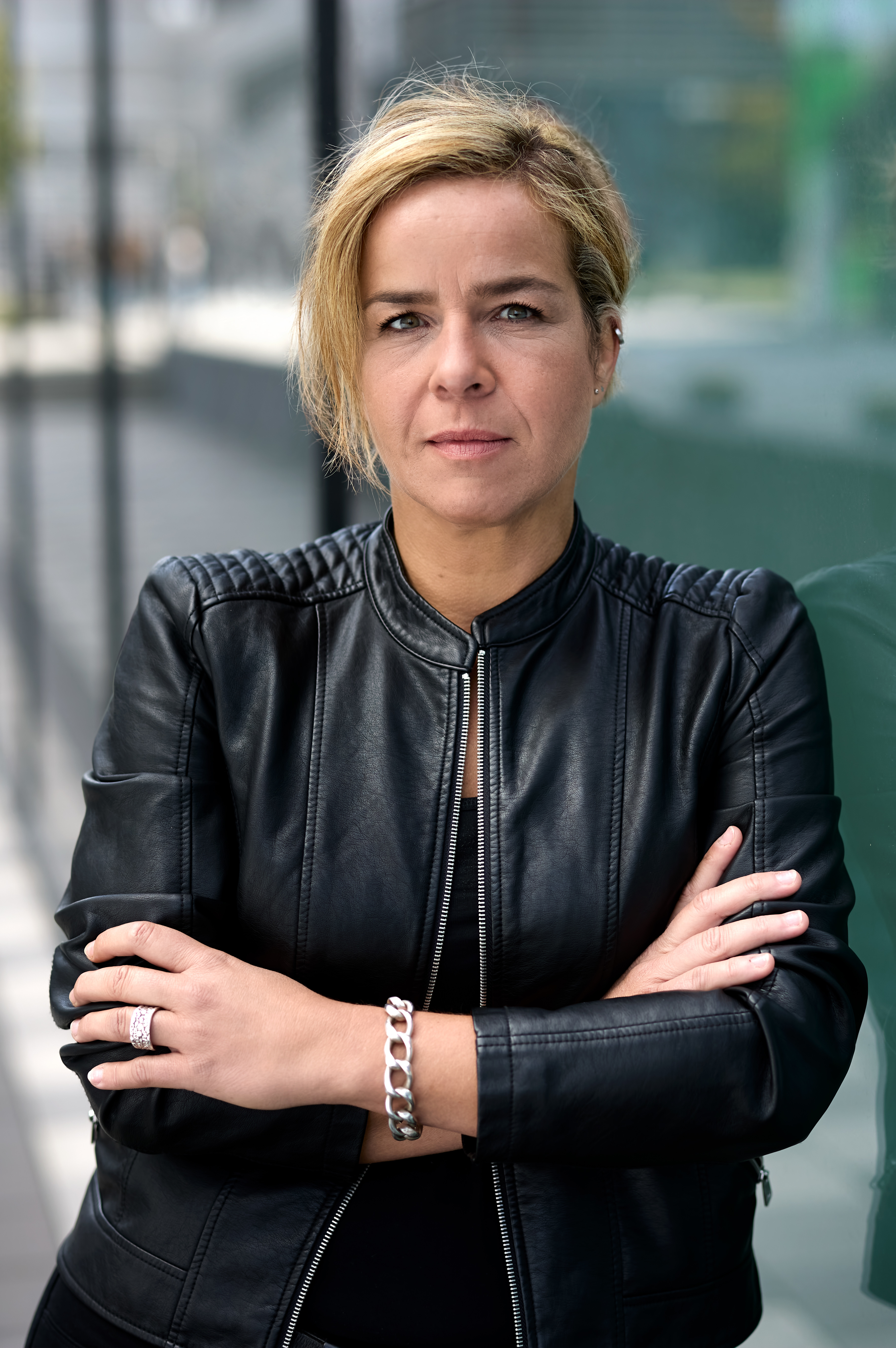
Mona Neubaur (Grüne), Ministerin für Wirtschaft, Industrie, Klimaschutz und Energie des Landes Nordrhein-Westfalen

Als Landesministerin leitet Mona Neubaur (Bündnis 90/Die Grünen) seit dem 29. Juni 2022 das Ministerium. Ihr stehen als Staatssekretäre Paul Höller und Silke Krebs (beide Bündnis 90/Die Grünen) zur Seite.

## Aufgabenprofil und Organisation
Die Aufgaben reichen von der Standort- und Strukturpolitik über das produzierende Gewerbe, Dienstleistungen und Gründer-Förderung bis hin zur Außenwirtschaft und der allgemeinen Wirtschaftspolitik. Es ist ferner zuständig für Energiewirtschaft, Kernenergie und Bergbau.

### Nachgeordnete Behörden und Landeseinrichtungen
Zum nachgeordneten Bereich gehören die Landesbetriebe Geologischer Dienst Nordrhein-Westfalen (GD NRW), Mess- und Eichwesen NRW (LBME NRW) und das Materialprüfungsamt NRW (MPA NRW). Außerdem führt das Ministerium die Fachaufsicht über die Abteilung 6 – Bergbau und Energie der Bezirksregierung Arnsberg und über Teile der Dezernate 34 der Bezirksregierungen Arnsberg, Detmold, Düsseldorf, Köln und Münster.

## Geschichte
Das Ressort geht auf das Wirtschafts- und teilweise auch auf das Wiederaufbau- und Verkehrsministerium des Landes Nordrhein-Westfalen zurück, welche alle drei 1946 gegründet wurden. Über die Jahre legte die Landesregierung diese Ministerien in verschiedenen Konstellationen teilweise zusammen, trennte sie wieder und erweiterte sie um neue Aufgabenbereiche.
Von Juli 2010 bis Juni 2012 (Kabinett Kraft I) gab es erstmals nur ein einziges Ministerium, welches gleichzeitig für Wirtschaft, Bau und Verkehr zuständig war, das Ministerium für Wirtschaft, Energie, Bauen, Wohnen und Verkehr des Landes Nordrhein-Westfalen. Mit Bildung des Kabinetts Kraft II wurde dieses Superministerium aufgelöst und auf zwei neu gebildete Ressorts aufgeteilt. In der Folge entstanden das Ministerium für Bauen, Wohnen, Stadtentwicklung und Verkehr und das hier beschriebene Ministerium für Wirtschaft, Energie, Industrie, Mittelstand und Handwerk.
Nach der Landtagswahl 2017 und der Bildung einer schwarz-gelben Landesregierung unter Armin Laschet (CDU) wurde das Ministerium abermals in seinen Kompetenzen verändert. Es hieß bis 2022 Ministerium für Wirtschaft, Innovation, Digitalisierung und Energie; Minister war Andreas Pinkwart (FDP).
Bei der Landtagswahl am 15. Mai 2022 verlor die die regierende Koalition aus CDU und FDP (Kabinett Wüst I) ihre Mehrheit. CDU und Grüne bildeten eine schwarz-grüne Koalition unter Ministerpräsident Hendrik Wüst (Kabinett Wüst II). Der Ressortzuschnitt wurde erneut verändert; das Ministerium heißt seitdem Ministerium für Wirtschaft, Industrie, Klimaschutz und Energie. Neue Ministerin wurde Mona Neubaur (Grüne); sie ist zudem stellvertretende Ministerpräsidentin.

„Die nordrhein-westfälische Landesregierung verfolgt das Ziel, Nordrhein-Westfalen zur ersten klimaneutralen Industrieregion Europas zu entwickeln. Das am 1. Juli 2021 verabschiedete Klimaschutzgesetz NRW verpflichtet zur Treibhausgasneutralität bis
zum Jahr 2045. Der beschleunigte Ausbau Erneuerbarer Energien ist die zwingende Voraussetzung zur Erreichung der nordrhein-westfälischen Klimaschutzziele, gleichzeitig aber auch zum Erhalt der Wettbewerbsfähigkeit des Wirtschaftsstandortes NRW und zur Sicherstellung von Energie-Souveränität und Versorgungssicherheit in Deutschland.“

## Wirtschaftsminister in Nordrhein-Westfalen seit 1946
Die nachfolgende tabellarische Übersicht zeigt die Wirtschaftsminister in Nordrhein-Westfalen seit 1946. Zu beachten ist die zeitweise parallele Übernahme weiterer, heute in eigenen Landesministerien organisierter Kompetenzfelder, insbesondere im Bereich der Verkehrspolitik.
| Name                                                                  | Amtsantritt                                     | Kabinett                          | Partei                  |
| Minister für Wirtschaft                                               | Minister für Wirtschaft                         | Minister für Wirtschaft           | Minister für Wirtschaft |
| --------------------------------------------------------------------- | ----------------------------------------------- | --------------------------------- | ----------------------- |
| Erik Nölting                                                          | 29. August 1946 15. Dezember 1946 17. Juni 1947 | Amelunxen I Amelunxen II Arnold I | SPD                     |
| Minister für Wirtschaft und Verkehr                                   |                                                 |                                   |                         |
| Artur Sträter                                                         | 15. September 1950                              | Arnold II                         | CDU                     |
| Friedrich Middelhauve                                                 | 27. Juli 1954                                   | Arnold III                        | FDP                     |
| Hermann Kohlhase                                                      | 20. Februar 1956                                | Steinhoff                         | FDP                     |
| Minister für Wirtschaft, Mittelstand und Verkehr                      |                                                 |                                   |                         |
| Hans Lauscher                                                         | 21. Juli 1958                                   | Meyers I                          | CDU                     |
| Gerhard Kienbaum                                                      | 23. Juli 1962 25. Juli 1966                     | Meyers II Meyers III              | FDP                     |
| Bruno Gleitze                                                         | 8. Dezember 1966                                | Kühn I                            | SPD                     |
| Fritz Kaßmann                                                         | 18. September 1967                              | Kühn I                            | SPD                     |
| Horst Ludwig Riemer                                                   | 28. Juli 1970 4. Juni 1975 20. September 1978   | Kühn II Kühn III Rau I            | FDP                     |
| Liselotte Funcke                                                      | 19. November 1979                               | Rau I                             | FDP                     |
| Reimut Jochimsen                                                      | 29. Mai 1980                                    | Rau II                            | SPD                     |
| Minister für Wirtschaft, Mittelstand und Technologie                  |                                                 |                                   |                         |
| Reimut Jochimsen                                                      | 30. Mai 1985                                    | Rau III                           | SPD                     |
| Günther Einert                                                        | 12. Juni 1990                                   | Rau IV                            | SPD                     |
| Minister für Wirtschaft und Mittelstand, Technologie und Verkehr      |                                                 |                                   |                         |
| Wolfgang Clement                                                      | 17. Juli 1995                                   | Rau V                             | SPD                     |
| Bodo Hombach                                                          | 17. Juni 1998                                   | Clement I                         | SPD                     |
| Peer Steinbrück                                                       | 27. Oktober 1998                                | Clement I                         | SPD                     |
| Ernst Schwanhold                                                      | 21. Februar 2000                                | Clement I                         | SPD                     |
| Minister für Wirtschaft und Mittelstand, Energie und Verkehr          |                                                 |                                   |                         |
| Ernst Schwanhold                                                      | 27. Juni 2000                                   | Clement II                        | SPD                     |
| Minister für Wirtschaft und Arbeit                                    |                                                 |                                   |                         |
| Harald Schartau                                                       | 12. November 2002                               | Steinbrück                        | SPD                     |
| Minister für Wirtschaft, Mittelstand und Energie                      |                                                 |                                   |                         |
| Christa Thoben                                                        | 24. Juni 2005                                   | Rüttgers                          | CDU                     |
| Minister für Wirtschaft, Energie, Bauen, Wohnen und Verkehr           |                                                 |                                   |                         |
| Harry Voigtsberger                                                    | 15. Juli 2010                                   | Kraft I                           | SPD                     |
| Minister für Wirtschaft, Energie, Industrie, Mittelstand und Handwerk |                                                 |                                   |                         |
| Garrelt Duin                                                          | 21. Juni 2012                                   | Kraft II                          | SPD                     |
| Minister für Wirtschaft, Innovation, Digitalisierung und Energie      |                                                 |                                   |                         |
| Andreas Pinkwart                                                      | 30. Juni 2017 28. Oktober 2021                  | Laschet Wüst I                    | FDP                     |
| Minister für Wirtschaft, Industrie, Klimaschutz und Energie           |                                                 |                                   |                         |
| Mona Neubaur                                                          | 29. Juni 2022                                   | Wüst II                           | Grüne                   |